# Eutrema
Eutrema – rodzaj roślin należący do rodziny kapustowatych. W tradycyjnym, wąskim ujęciu rodzaj liczył ok. 10 gatunków, ale po włączeniu tu kilku zagnieżdżonych rodzajów liczba gatunków wzrosła do 42. Rośliny te występują w Azji i Ameryce Północnej, często w strefie okołobiegunowej, na południu zaś zwykle na obszarach górskich.
Ważną rośliną użytkową jest chrzan japoński Eutrema japonicum, którego utarte kłącze stanowi przyprawę wasabi – zielony krem o ostrym, piekącym smaku. Stosowana jest ona w kuchni japońskiej, głównie do dań z surowymi rybami (sashimi). Eutrema salsugineum jest ważną rośliną modelową w badaniach nad odpornością roślin na wysokie stężenia soli.

## Morfologia
PokrójByliny kłączowe i rośliny roczne. Pędy nagie lub owłosione (włoski proste), prosto wzniesione, podnoszące się lub płożące, nierozgałęzione lub rozgałęziające się.
LiścieOdziomkowe i łodygowe, ogonkowe lub siedzące. Blaszki pojedyncze lub dłoniasto klapowane, całobrzegie, karbowane lub ząbkowane.
KwiatyWyrastają zebrane w grono, czasem w postaci baldachogrona. Działki kielicha jajowate lub eliptyczne. Płatki korony łopatkowate, rzadziej jajowate, białe, rzadko zaróżowione, bez paznokcia. Pręcików jest 6, słabo czterosilnych. Ich nitki są nieco rozszerzone u nasady, a pylniki jajowate do podługowatych. U nasady nitek pręcików obecne miodniki. Zalążnia górna z zalążkami w liczbie od dwóch do blisko stu.
OwoceŁuszczyny walcowate lub słabo czterokątne, równowąskie lub podługowate, siedzące lub osadzone na szypułkach, rozpostarte lub wzniesione.

## Systematyka
Pozycja systematyczna
Rodzaj należy do rodziny kapustowatych (Brassicaceae), a w jej obrębie do plemienia Eutremeae. W szerokim ujęciu do rodzaju włączane są gatunki z dawniej wyodrębnianych rodzajów: Neomartinella, Platycraspedum, Taphrospermum i Thelungiella. Także gatunki z pozostałych poza Eutrema dwóch rodzajów z plemienia Eutremeae (Chalcanthus, Pegaeophyton) zidentyfikowano jako zagnieżdżone w Eutrema i w ujęciu Plants of the World online są one włączone do tego rodzaju. Centrum zróżnicowania i pochodzenia rodzaju jest wschodnia Azja, najprawdopodobniej środkowe Chiny.
Wykaz gatunków
- Eutrema altaicum (C.A.Mey.) Al-Shehbaz & Warwick
- Eutrema baimashanicum Al-Shehbaz, G.Q.Hao & J.Quan Liu
- Eutrema botschantzevii (D.A.German) Al-Shehbaz & Warwick
- Eutrema boufordii Al-Shehbaz
- Eutrema bulbiferum Y.Xiao & D.K.Tian
- Eutrema cordifolium Turcz. ex Ledeb.
- Eutrema deltoideum (Hook.f. & Thomson) O.E.Schulz
- Eutrema edwardsii R.Br.
- Eutrema fontanum (Maxim.) Al-Shehbaz & Warwick
- Eutrema giganteum G.Q.Hao, Al-Shehbaz & J.Quan Liu
- Eutrema grandiflorum (Al-Shehbaz) Al-Shehbaz & Warwick
- Eutrema halophilum (C.A.Mey.) Al-Shehbaz & Warwick
- Eutrema heterophyllum (W.W.Sm.) H.Hara
- Eutrema himalaicum Hook.f. & Thomson
- Eutrema integrifolium (DC.) Bunge
- Eutrema japonicum (Miq.) Koidz. – chrzan japoński
- Eutrema lowndesii (H.Hara) Al-Shehbaz & Warwick
- Eutrema minutissimum (O.E.Schulz) D.A.German & Al-Shehbaz
- Eutrema nanum G.Q.Hao, J.Quan Liu & Al-Shehbaz
- Eutrema nepalense (Al-Shehbaz, Kats.Arai & H.Ohba) Al-Shehbaz, G.Q.Hao & J.Quan Liu
- Eutrema parviflorum Turcz. ex Ledeb.
- Eutrema penlandii Rollins
- Eutrema platypetalum (Schrenk) Al-Shehbaz & Warwick
- Eutrema pseudocordifolium Popov
- Eutrema purii (D.S.Rawat, L.R.Dangwal & R.D.Gaur) Al-Shehbaz, G.Q.Hao & J.Quan Liu
- Eutrema racemosum Al-Shehbaz, G.Q.Hao & J.Quan Liu
- Eutrema renifolium (Boiss. & Hohen.) Al-Shehbaz, G.Q.Hao & J.Quan Liu
- Eutrema salsugineum (Pall.) Al-Shehbaz & Warwick
- Eutrema scapiflorum (Hook.f. & Thomson) Al-Shehbaz, G.Q.Hao & J.Quan Liu
- Eutrema schulzii Al-Shehbaz & Warwick
- Eutrema sherriffii Al-Shehbaz & Warwick
- Eutrema sinense (Hemsl.) G.Q.Hao, J.Quan Liu & Al-Shehbaz
- Eutrema tenue (Miq.) Makino
- Eutrema thibeticum Franch.
- Eutrema tianshanense G.Q.Hao, J.Quan Liu & Al-Shehbaz
- Eutrema verticillatum (Jeffrey & W.W.Sm.) Al-Shehbaz & Warwick
- Eutrema violifolium (H.Lév.) Al-Shehbaz & Warwick
- Eutrema wuchengyii (Al-Shehbaz, T.Y.Cheo, L.L.Lu & G.Yang) Al-Shehbaz & Warwick
- Eutrema xingshanense (Z.E.Chao, Z.L.Ning & X.W.Hu) G.Q.Hao, Al-Shehbaz & J.Quan Liu
- Eutrema yungshunense (W.T.Wang) Al-Shehbaz & Warwick
- Eutrema yunnanense Franch.
- Eutrema zhuxiense Q.L.Gan & Xin W.Li